# Lupinus antoninus
Lupinus antoninus är en ärtväxtart som beskrevs av Alice Eastwood. Lupinus antoninus ingår i släktet lupiner, och familjen ärtväxter. Inga underarter finns listade i Catalogue of Life.